# Collegio uninominale Sicilia 1 - 09
Il collegio elettorale uninominale Sicilia 1 - 09 è stato un collegio elettorale uninominale della Repubblica Italiana per l'elezione della Camera dei deputati tra il 2017 ed il 2022.

## Territorio
Come previsto dalla legge elettorale italiana del 2017, il collegio era stato definito tramite decreto legislativo all'interno della circoscrizione Sicilia 1.
Era formato dal territorio di 30 comuni: Alessandria della Rocca, Bivona, Burgio, Calamonaci, Caltabellotta, Cammarata, Campobello di Mazara, Casteltermini, Castelvetrano, Cattolica Eraclea, Cianciana, Lampedusa e Linosa, Lucca Sicula, Mazara del Vallo, Menfi, Montallegro, Montevago, Pantelleria, Partanna, Poggioreale, Ribera, Salaparuta, Sambuca di Sicilia, San Biagio Platani, San Giovanni Gemini, Santa Margherita di Belice, Santa Ninfa, Santo Stefano Quisquina, Sciacca e Villafranca Sicula.
Il collegio era quindi compreso tra la provincia di Agrigento e la provincia di Trapani.
Il collegio era parte del collegio plurinominale Sicilia 1 - 03.

## Eletti
| Elezione | Elezione | Deputato          | Partito            |
| -------- | -------- | ----------------- | ------------------ |
|          | 2018     | Vita Martinciglio | Movimento 5 Stelle |

## Dati elettorali

### XVIII legislatura
Come previsto dalla legge elettorale, 232 deputati erano eletti con sistema a maggioranza relativa in altrettanti collegi uninominali a turno unico.
| Candidati              | Candidati                   | Voti    | %     | Liste                                | Voti    | %     |
| ---------------------- | --------------------------- | ------- | ----- | ------------------------------------ | ------- | ----- |
|                        | Vita Martinciglio ✔️ Eletto | 72 029  | 53,92 | Movimento 5 Stelle                   | 72 029  | 53,92 |
|                        | Francesca Intorcia          | 37 281  | 27,91 | Forza Italia                         | 22 776  | 17,05 |
| Lega                   | Francesca Intorcia          | 37 281  | 27,91 | 5 834                                | 4,37    |       |
| Noi con l'Italia - UDC | Francesca Intorcia          | 37 281  | 27,91 | 5 113                                | 3,83    |       |
| Fratelli d'Italia      | Francesca Intorcia          | 37 281  | 27,91 | 3 558                                | 2,66    |       |
|                        | Gaspare Gulotta             | 17 928  | 13,42 | Partito Democratico                  | 15 163  | 11,35 |
| Civica Popolare        | Gaspare Gulotta             | 17 928  | 13,42 | 1 022                                | 0,77    |       |
| +Europa                | Gaspare Gulotta             | 17 928  | 13,42 | 944                                  | 0,71    |       |
| Italia Europa Insieme  | Gaspare Gulotta             | 17 928  | 13,42 | 799                                  | 0,60    |       |
|                        | Nicolò Asaro                | 2 938   | 2,20  | Liberi e Uguali                      | 2 938   | 2,20  |
|                        | Elena Di Pietra             | 1 295   | 0,97  | Il Popolo della Famiglia             | 1 295   | 0,97  |
|                        | Nicola Puleo                | 813     | 0,61  | Potere al Popolo!                    | 813     | 0,61  |
|                        | Gaspare Accardo             | 717     | 0,54  | Italia agli Italiani                 | 717     | 0,54  |
|                        | Augusta Spadafora           | 450     | 0,34  | CasaPound                            | 450     | 0,34  |
|                        | Claudia Capaci              | 135     | 0,10  | Lista del Popolo per la Costituzione | 135     | 0,10  |
| Totale                 | Totale                      | 133 586 | 100   |                                      | 133 586 | 100   |
|                        |                             |         |       |                                      |         |       |
| Voti non validi        | Voti non validi             | 5 304   | 3,82  |                                      |         |       |
| Votanti                | Votanti                     | 138 890 | 63,71 |                                      |         |       |
| Elettori               | Elettori                    | 217 999 |       |                                      |         |       |